# کاهش مالیات
کاهش مالیات (نام علمی: Tax deduction) در واقع کاهش نرخ مالیات است که توسط یک دولت اعمال می‌شود. تأثیرات فوری کاهش مالیات کاهش درآمد واقعی دولت و افزایش درآمد واقعی افرادی است چرا که نرخ مالیات آنها پایین آمده‌است. با توجه به مزایای درک شده در مورد افزایش درآمد واقعی در بین مودیان مالیاتی، سیاستمداران در پی مطالبه اعتبار مالیاتی پیشنهادی خود به عنوان کاهش مالیات هستند. با این وجود، در طولانی مدت، اثرات کلان اقتصادی کاهش مالیات قابل پیش‌بینی نیست، زیرا این امر به نحوه استفاده مالیات دهندگان از درآمد اضافی خود و نحوه تنظیم دولت با کاهش درآمد آن بستگی دارد.